# Wallace Beery
Wallace Fitzgerald Beery (ur. 1 kwietnia 1885 w Kansas City, zm. 15 kwietnia 1949 w Beverly Hills) – amerykański aktor i reżyser. Brat aktora Noaha Beery’ego i wujek aktora Noaha Beery’ego Jr.
Laureat Oscara dla najlepszego aktora pierwszoplanowego za rolę Andy’ego „Mistrza” Purcella w dramacie sportowym Kinga Vidora Mistrz (Champ, 1931). Nominowany był także do Oscara za rolę „Butcha” w więziennym dramacie kryminalnym Szary dom (The Big House, 1930). Zdobywca Pucharu Volpiego dla najlepszego aktora na 2. Międzynarodowym Festiwalu Filmowym w Wenecji za rolę Pancho Villi w westernie Jacka Conwaya Viva Villa! (1934).
8 lutego 1960 otrzymał własną gwiazdę w Alei Gwiazd w Los Angeles znajdującą się przy 7001 Hollywood Boulevard.
W ciągu 36−letniej kariery Beery zagrał w ok. 250 filmach. Jego kontrakt z Metro-Goldwyn-Mayer z 1932 przewidywał, że otrzyma o 1 dolara więcej niż jakikolwiek inny wykonawca kontraktowy w studiu. To uczyniło Beery’ego najlepiej opłacanym aktorem filmowym na świecie na początku lat 30. Występował na Broadwayu w komediach muzycznych: Piękność Zachodu (1905) w roli Charleya i Turysta Jankesów (1907) jako pan Hewitt.
Beery zmarł 15 kwietnia 1949 na atak serca, upadając podczas czytania gazety w swoim domu w Beverly Hills w wieku 64 lat.

## Filmografia
- 1919: Zwycięstwo jako August Schomberg
- 1919: The Lone Wolf’s Daughter (niewymieniony w czołówce)
- 1920: Ostatni Mohikanin jako Magua
- 1921: Czterech jeźdźców Apokalipsy jako ppłk von Richthosen
- 1922: Robin Hood jako Ryszard Lwie Serce
- 1923: Hiszpańska tancerka jako król Filip IV
- 1925: Zaginiony świat jako profesor George Challenger
- 1930: Min i Bill jako Bill
- 1930: Billy the Kid jako szeryf Pat Garrett
- 1930: Szary dom jako Machine Gun 'Butch' Schmidt
- 1931: Mistrz jako Andy „Champ” Purcell
- 1932: Ludzie w hotelu jako Preysing
- 1934: Viva Villa! jako Pancho Villa
- 1934: Wyspa skarbów jako Długi John Silver
- 1935: Chińskie morza jako Jamesy MacArdle
- 1948: Randka z Judy jako Melvin R. Foster